# Mariakapel (Kasen)

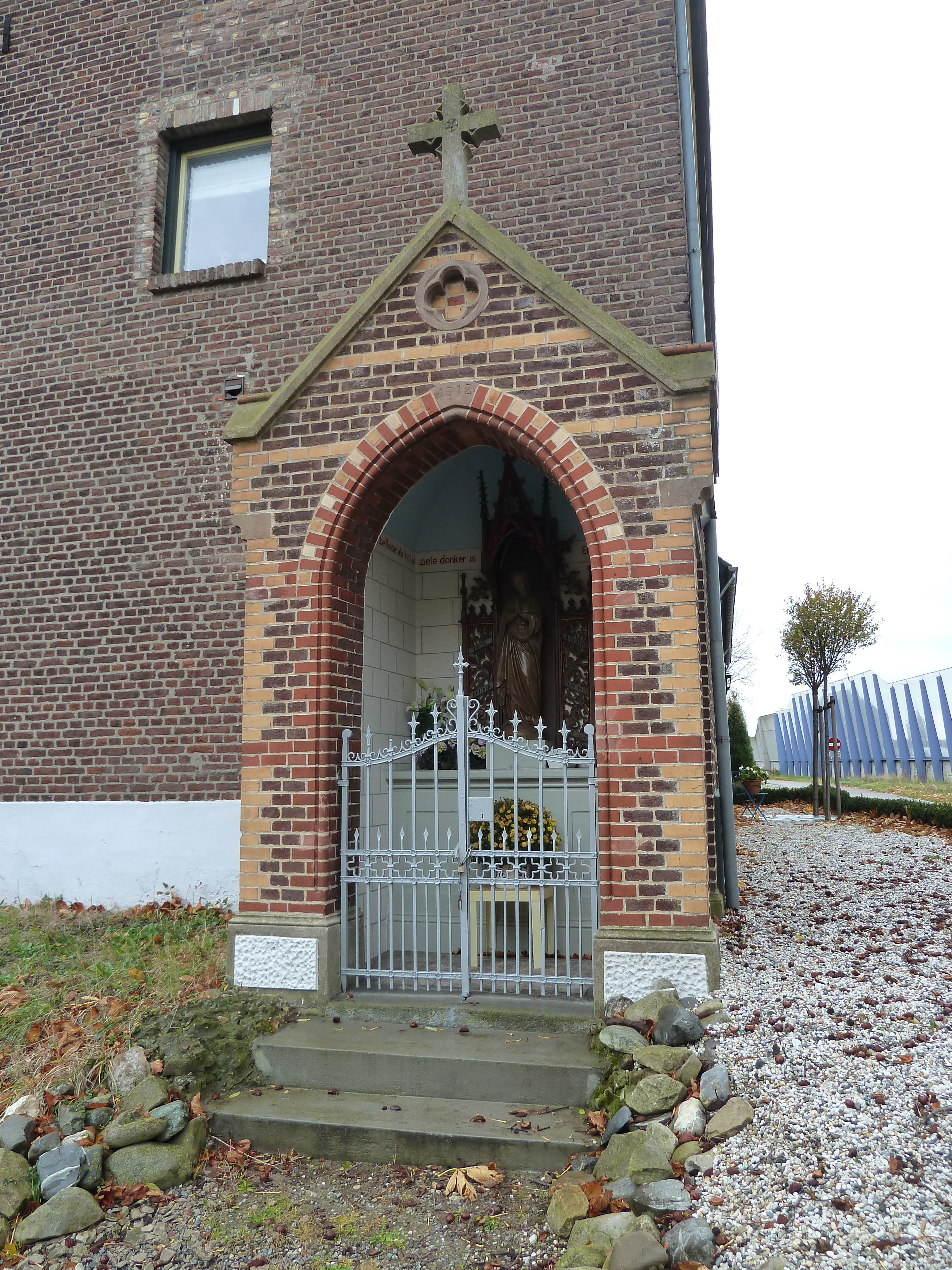
De Mariakapel

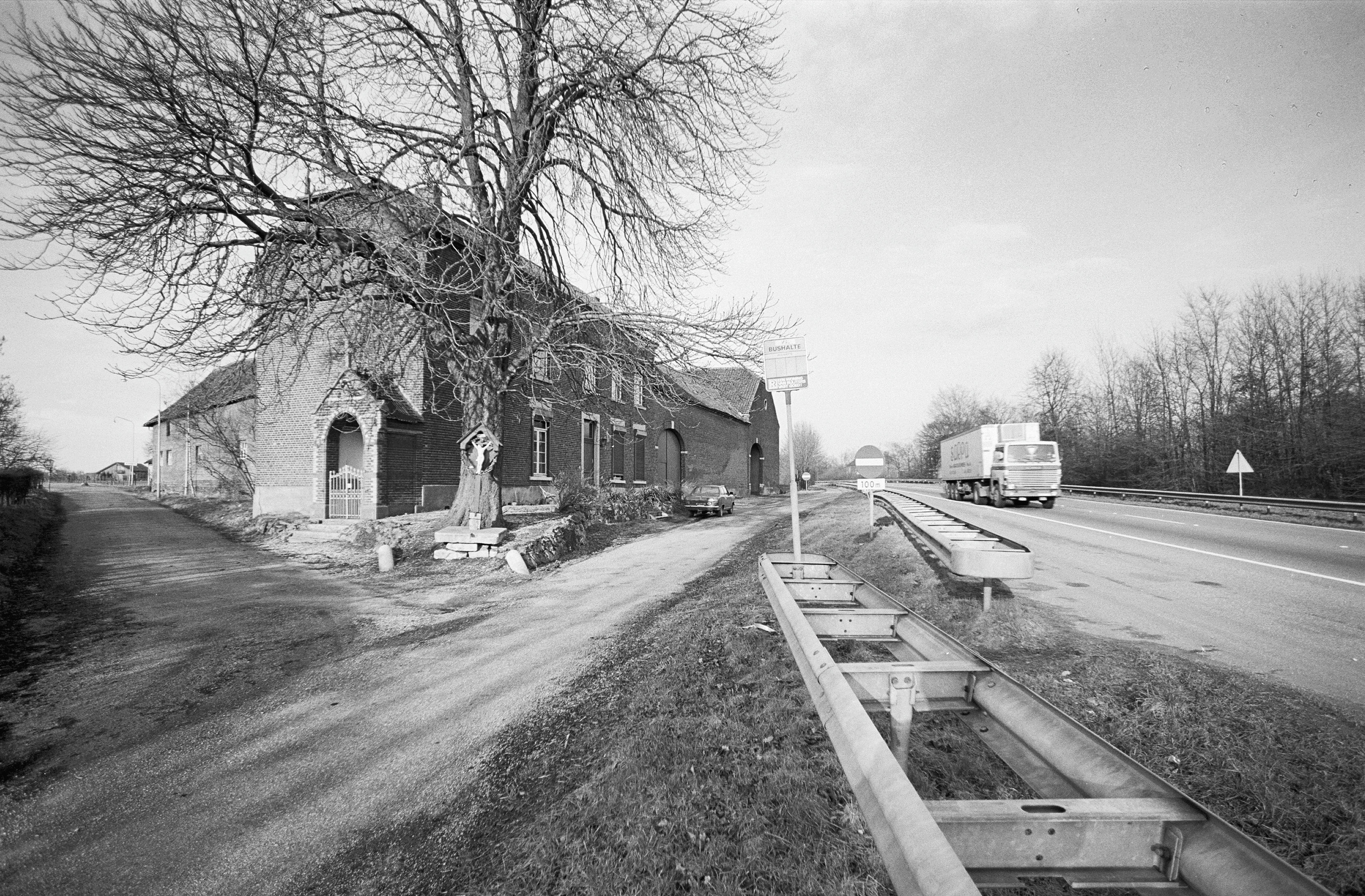
De kapel in 1982 naast de A2

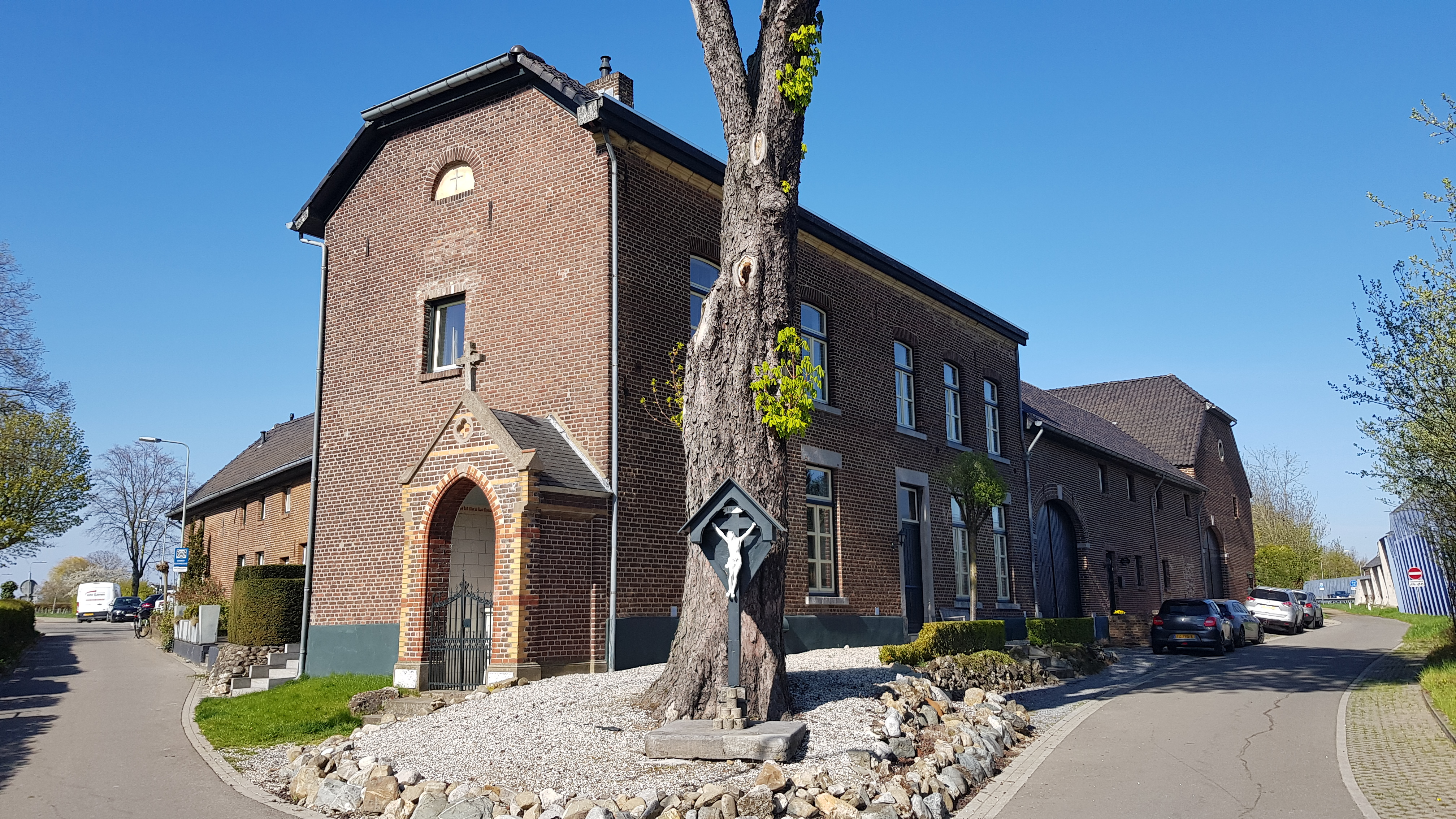
De kapel met hoeve en wegkruis

De Mariakapel is een kapel in Kasen bij Bunde in de Nederlands Zuid-Limburgse gemeente Meerssen. De kapel staat aan de Groeneweg tegen een gevel van een boerderij op de hoek met de Vliegveldweg. Direct achter de Vliegveldweg loopt de A2. Naast de kapel staat eveneens een wegkruis en een kastanjeboom. Op ongeveer 550 meter naar het noorden staat de Onze-Lieve-Vrouwekapel van Kasen.
De kapel is gewijd aan Maria.

## Geschiedenis
In 1866 werd de hoeve gebouwd. In 1912 werd tegen de hoeve door de eigenaren de Mariakapel gebouwd, zodat de kapel als rustaltaar aangedaan kon worden met de sacramentsprocessie van Bunde.

## Bouwwerk
De neogotische bakstenen kapel is opgetrokken op een rechthoekig plattegrond en wordt gedekt door een verzonken zadeldak met leien. De frontgevel is een topgevel met schouderstukken die bekroond wordt een massief kruis. De kapel heeft geen vensters en de zijwanden liggen iets terug, waardoor de frontgevel breder is, hetgeen nog eens benadrukt wordt door een verbreding met een cementstenen aanzet. In de frontgevel bevindt zich de spitsboogvormige toegang die wordt afgesloten met een halfhoog smeedijzeren hek. In de cementstenen sluitsteen van de spitsboog is het jaartal 1912 gegraveerd. Hoog in de frontgevel is een blinde cementstenen vierpas aangebracht waarbinnen gele baksteentjes gemetseld zijn met in het midden een oranje. De spitsboog van de toegang is eveneens in oranjekleurige bakstenen uitgevoerd, waarbij de oranje bakstenen in het gedeelte boven het niveau van de aanzetstenen geaccentueerd zijn met gele baksteentjes. De oranje bakstenen zijn in de onderste helft op drie lagen ook als een soort spekbanden aangebracht in frontgevel en op de zijkanten van de frontgevel. In de bovenste helft zijn er drie spekbanden van gele stenen en op de hoeken van de frontgevel zijn er eveneens gele stenen aangebracht.
Van binnen is de kapel licht van kleur geschilderd alsof het mergelstenen blokken zijn in blokverband. De kapel wordt overwelft door een tongewelf en tegen de achterwand is het altaar geplaatst. Op het altaar staat op een sokkel een houten Mariabeeld van de Overwinnares van het Kwade dat een biddende Maria toont met haar handen samengevouwen, terwijl zij op een met maansikkel doorstoken wereldbol staat en met haar rechtervoet slangenkop vertrapt (symbool voor het kwade). Het beeld is afkomstig uit klooster Overbunde. Achter en boven het beeld bevindt zich een sierlijk neogotisch houten baldakijn met fijn houtsnijwerk dat symbool staat voor de bescherming van de heilige. In het houtsnijwerk zijn schuine tekstbanden aangebracht met de tekst:

Tola pulchra, es Maria macula, non est in re, can[tius](Uit dit hout is de mooie Maria de Onbevlekte Ontvangenis)

De naam Cantius is waarschijnlijk de houtsnijder die dit houtsnijwerk vervaardigd heeft. Links- en rechtsboven het baldakijn is in rode letters een tekst aangebracht:

Ga tot Maria Uwe Moeder als 't in Uwe ziele donker is
En voor de blik der reine Vrouwe verdwijnen leed en droefenis